# Русланова, Лидия Андреевна
Ли́дия Андре́евна Русла́нова (при рождении Праско́вья Андриа́новна Ле́йкина-Горше́нина; 14 [27] октября 1900 год, село Чернавка, Сердобский уезд, Саратовская губерния — 21 сентября 1973, Москва, СССР) — советская певица, заслуженная артистка РСФСР (1942). Основное место в репертуаре Руслановой занимали русские народные песни. Лидия Русланова была одним из самых популярных исполнителей в СССР, а её исполнение русских народных песен считают эталонным.
Лидия Русланова обладала красивым и сильным голосом широкого диапазона. Она создала свой стиль исполнения народных песен, которые собирала всю жизнь. Среди наиболее популярных её песен: «Степь да степь кругом», «Липа вековая», «Я на горку шла», «Златые горы», «Окрасился месяц багрянцем», «Светит месяц», «Валенки» и многие другие. Лидия Русланова исполняла и песни советских композиторов. Одной из первых исполнила «Катюшу».

## Биография

### Детство и юность
Прасковья Лейкина, будущая певица Лидия Русланова, родилась 14 (27) октября 1900 года в бедной крестьянской староверческой семье. По матери она принадлежала к народности эрзя. Помимо Прасковьи в семье было ещё двое детей — Юлия и Авдей. Её отец, Андриан Маркелович Лейкин работал грузчиком на пристани.
В то время на селе много пели: на полевых работах, на посиделках и на гуляниях. «В деревне пели от души, свято веря в особую, надземную жизнь и заплачек, и песен радости», вспоминала впоследствии певица. В семье будущей певицы хорошо пела бабушка, а брат отца — дядя Яша — был деревенской знаменитостью. «Самородок очень высокой пробы», как впоследствии назвала его Лидия Русланова, Яша пел на деревенских праздниках, посиделках и свадьбах. Он знал много песен, но более всего слушатели ценили его «импровизации».
Сразу после начала русско-японской войны Андрея Лейкина, единственного кормильца в семье, забрали в солдаты и отправили на Дальний Восток.

Первая настоящая песня, которую я услышала, был плач. Отца моего в солдаты увозили. Бабушка цеплялась за телегу и голосила. Потом я часто забиралась к ней под бок и просила: «Повопи, баба, по тятеньке!». И она вопила — «на кого ж ты нас, сокол ясный, покинул?». Бабушка не зря убивалась.

Мать Лидии, Татьяна Авдеевна Горшенина, осталась одна с тремя детьми, слепой свекровью и больным свёкром. Она вынуждена была устроиться на кирпичный завод в Саратов. Детей приютили родители отца, которые сами жили в бедности. Мать будущей певицы недолго работала на заводе — она надорвалась и заболела. Болея, она неподвижно лежала на лавке, а Лида расхаживала, как по сцене, по русской печи и пела всё, что знала — и деревенские песни, и городские. Все удивлялись: «Вот бесёнок, какая памятливая».
Лиде едва исполнилось шесть лет, когда умерла её мама. Отец домой не вернулся. В уведомлении написали, что он пропал без вести. В действительности он был жив, но потерял ногу.
Заботы о семье легли на Лиду и на слепую бабушку. Они ходили по Саратову и окрестным деревням, пели и просили милостыню. Лида пела, кричала зайцем и лягушкой, а бабка причитала: «Сироты, мамка их померла, а батя их за веру, царя и Отечество кровь проливает, подайте копеечку». Петь она любила, делала это с удовольствием и самозабвением. Выступления пользовались успехом. У неё даже появились свои поклонники. Уличную певунью приглашали даже в богатые купеческие дома. Вскоре умерла и бабушка. Лиде было на тот момент семь лет.
Хождение с сумой продолжалось почти год, пока на талантливую девочку не обратила внимание вдова чиновника, погибшего в Русско-японской войне. Пожалев сирот, она решила за свой счёт пристроить детей по приютам. На каждого писала прошение, ходила по инстанциям и добилась того, что все дети были пристроены. Старшую удалось определить в лучший саратовский приют при Киновийской церкви, где был собственный детский церковный хор, но поскольку детей крестьянского сословия туда не брали, а имя и фамилия девочки выдавали её крестьянское происхождение, появилась фиктивная грамота с новыми именем и фамилией: «Лидия Русланова».
В приюте Лидия поступила в первый класс церковно-приходской школы. Была принята в хор и сразу стала солисткой. Пела на праздниках и похоронах. В приюте проявился не только певческий, но и артистический талант. На рукоделии, которое ей не давалось, подружки выполняли её урок, только бы послушать тут же сочинённые «диковинные истории», по ходу которых кто-нибудь из персонажей обязательно должен был петь. Жизнь в приюте была суровой.
Регент хора уделял Лиде особое внимание. Вскоре весь Саратов знал её под именем «Сирота», а в храм, где она пела, стекались желающие её послушать. После воскресных праздников она возвращалась в приют, и начинались будни — репетиции, где за каждой неверной нотой следовало наказание. Большое впечатление на неё тогда произвёл концерт Надежды Плевицкой. Хотя у неё не было денег на билет, контролёр согласился её пропустить, узнав, что перед ним та самая Сирота.
Иосиф Прут, слышавший её пение в 1908 году во время страстной недели в Александро-Невском соборе, так впоследствии описывал свои впечатления:

В полной тишине величественного храма, на угасающем фоне взрослого хора возник голос. Его звучание всё нарастало, ни на мгновение не теряя своей первоприродной чистоты. И мне показалось, что никто — и я в том числе — не дышал в этой массе народа. А голос звучал всё сильнее, и было в нём что-то мистическое, нечто такое непонятное… И я испугался, соприкоснувшись с этим волшебством, задрожал, услышав шёпот стоявшей рядом монашки: «Ангел! Ангел небесный!..»
Голос стал затихать, исчезая, он растворился под куполом храма, растаял так же неожиданно, как и возник.

На паперти просил подаяния одноногий солдат с георгиевским крестом — отец Лидии Руслановой. Оба делали вид, что не знают друг друга, поскольку если бы стало известно, что у Сироты есть кормилец, её могли отчислить из приюта. Андрей Лейкин после возвращения с фронта женился, но детей не забрал — не мог прокормить. В конце следующей зимы он простудился, заболел воспалением лёгких и скончался в больнице для нищих. Однако Руслановой об этом не сообщили. Ещё долгое время она считала, что у неё есть отец, которым можно гордиться, но с которым нельзя видеться.
После приюта Лидию определили полировщицей на мебельную фабрику. Некоторое время жила у дяди, работала на разных фабриках. Песня помогала Руслановой: «за песни мне все помогали». Её голос услышал преподаватель саратовской консерватории Михаил Медведев. Он взял Лидию Русланову в консерваторию и прочил ей оперную карьеру. Некоторые студентки закрывали от Руслановой носы: «От тебя политурой пахнет», а Лидия им отвечала: «Вот я вам сейчас запою, и запахнет полем, цветами». Там певица училась на протяжении двух лет, но в итоге решила, что будет исполнять народные песни: «Поняла, что академической певицей мне не быть. Моя вся сила была в непосредственности, в естественном чувстве, в единстве с тем миром, где родилась песня».
В 1916 году Лидия Русланова отправилась на фронт в качестве сестры милосердия и до октября 1917 года служила в санитарном поезде.

### Годы революции и Гражданской войны
В мае 1917 года Лидия Русланова вышла замуж за интенданта Виталия Степанова лет тридцати пяти из дворянской семьи. Он научил Русланову хорошим манерам и умению держаться. У них родился сын, но не прожив и месяца, умер. Гражданская война их развела. В том же году на сцене Саратовского оперного театра состоялся первый официальный концерт 16-летней Лидии Руслановой. Выступать ей тогда пришлось перед солдатскими депутатами Временного правительства. Когда Русланова спела весь свой репертуар, её попросили начать сначала.
В послереволюционные годы народная песня обрела невиданную прежде аудиторию. Было немало частных антрепренёров, собиравших актёрские бригады, устраивавших сольные концерты артистов. Слава о молодой голосистой певице из Саратова быстро распространилась среди любителей русской песни. Её приглашают в «самодеятельные коллективы», где артистам за выступления платят деньги, и весьма немалые, особенно тем, которые дают сольные концерты. Иосиф Прут отмечает, что за время Гражданской войны Лидия Русланова уже успела дать бесчисленное количество сольных концертов. «Лет в семнадцать я была уже опытной певицей, ничего не боялась — ни сцены, ни публики», — вспоминала впоследствии артистка. Семейная жизнь длилась недолго: в 1918 году муж бросил её и уехал. В течение всего периода Гражданской войны Русланова выступала перед бойцами регулярной Красной Армии. В 1919 году в Виннице Русланова вышла замуж за сотрудника ВЧК Наума Наумина.
На сцену Лидия Русланова выходила в крестьянской одежде — нарядной панёве, душегрейке и в лаптях (позже их сменят сапожки), волосы скрывал платок. Концерты обычно завершались «Саратовскими страданиями», после чего Русланова величественно кланялась земным поклоном, и степенно уходила. Её называли в то время «Саратовской птицей». В эти годы Лидия Русланова занималась самообразованием, много читала, начала собирать свою библиотеку.

Шла Гражданская война, когда мы с мужем стали собирать библиотеку. Торговля книгами велась в те годы не совсем обычно. Букинисты, студенты, архитекторы, врачи — люди самых различных профессий выносили на Моховую улицу в Москве книги. Здесь можно было встретить библиографические редкости и лубочные издания, классиков русской и мировой литературы, альбомы с видами и фотографии всех 499 членов Государственной Думы в роскошной папке, с биографиями. Случайно мне тогда удалось приобрести журнал «Современник», издававшийся Пушкиным, с автографом поэта, а также прижизненное издание «Путешествия из Петербурга в Москву» Александра Радищева. В те далёкие годы мне было не более двадцати лет, и как многие молодые люди, мы с мужем собирали книги стихийно.

### 1921—1939 годы
В 1921 году Лидия переехала в Москву на профессиональную артистическую работу. В 1923 году в Ростове-на-Дону на сцене эстрадного театра «Скоморохи» Русланова дебютировала в качестве эстрадной певицы. На ней был костюм саратовской крестьянки. Молодая певица ещё боялась перейти к некоторой стилизации, свойственной искусству, отступить даже на йоту от реальности. Концерт прошёл с огромным успехом. Русланова была замечена на профессиональной эстрадной сцене и уже в следующем 1924 году приглашена солисткой в Центральный дом Красной Армии.
Перед артисткой стал вопрос о репертуаре. Но где взять новые песни? Русланова возрождает популярные в начале века, но занесённые большевистской критикой в разряд «мещанских» городские песни — «Шумел, горел пожар московский», «Когда б имел златые горы», затем каторжные «По диким степям Забайкалья», «Глухой, неведомой тайгою» и песни фабричные, мещанские. Несмотря на резкие нападки критиков, которые называли широту и безоглядность творческой манеры певицы «безвкусицей», страстность — «цыганщиной», обращение к поэтической метафоре — «анархией», популярность певицы растёт. Критические статьи печатались в газетах и журналах, концертные организации делали выводы из этой критики, снижая певице ставки, отстраняя от выступлений на лучших площадках, но она верила в свою правоту, не поддавалась унынию, и зрительские симпатии окрыляли её
В 1920-е годы окончательно сформировался её стиль в исполнении, поведении на сцене, подборе концертных костюмов. В театрально-сценической коллекции, которую она собирала на протяжении всей жизни, было множество ярко вышитых сарафанов, нарядных панёв, плисовых душегреек, цветастых платков и шалей. Несколько раз Лидия Русланова выступила в костюме боярыни, но поняв, что такая одежда не гармонирует с манерой исполнения песен, вернулась к крестьянским костюмам. В дальнейшем певица всегда выбирала наряд, наиболее соответствующий репертуару и вкусам аудитории: перед учителями надевала строгое русское платье без украшений, а собираясь в деревню, выбирала самый яркий наряд.
В этот период у Лидии Руслановой завязались знакомства и дружба со многими музыкантами, писателями, артистами. Они, в свою очередь, отмечали и актёрский дар певицы. Сама Лидия Русланова про это говорила: «Я так решила — как почувствую, что голос не звучит, на сказы перейду. Буду донские сказы сказывать, былины русские про Бову-королевича, про Илью Муромца, Микулу Селяниновича, Василису Прекрасную и Ивана Царевича… Я их много знаю, ещё от бабки своей».
В 1920—1930-е годы грампластинки становятся доступными для массового слушателя. Пластинки с записями Руслановой выходили огромными тиражами. Её голос звучал по радио, которое также стремительно завоёвывало себе аудиторию. Особой популярностью пользовалась Русланова у военных. В числе почитателей таланта был Фёдор Шаляпин. Так в письме к Александру Менделевичу он писал:

Вчера вечером слушал радио. Поймал Москву. Пела русская баба. Пела по-нашему, по-волжскому. И голос сам деревенский. Песня окончилась, я только тогда заметил, что реву белугой. И вдруг рванула озорная саратовская гармошка, и понеслись саратовские припевки. Всё детство передо мной встало. Объявили, что исполняла Лидия Русланова. Кто она? Крестьянка, наверное. Талантливая. Уж очень правдиво пела. Если знаешь её, передай от меня большое русское спасибо.

В 1929 году Лидия Русланова развелась с Наумом Науминым и вышла замуж за известного конферансье Михаила Гаркави. Наумин же был репрессирован и умер в 1938 году. Гаркави был весьма тучным (около 120 кг), но остроумным, жизнерадостным, эрудированным человеком и пользовался уважением среди артистов; увлекался коллекционированием. Его примеру последовала и Лидия Русланова. Зарабатывала она по тем временам значительные средства.
C 1933 года Лидия Русланова работала артисткой музыкально-эстрадного управления Государственного объединения музыкальных, эстрадных и цирковых предприятий.
В 1930-е годы Лидия Русланова ездила с гастролями по всему Советскому Союзу: несколько раз побывала на Дальнем Востоке, на Крайнем Севере, в Сибири, Закавказье, на Урале, в Белоруссии, пела перед строителями первых пятилеток, колхозниками. Её голос обладал большой силой и выносливостью, позволяя ей участвовать в 4—5 концертах за один вечер. В конце 1930-х годов Лидия Русланова была самой высокооплачиваемой артисткой СССР, её голос звучал по радио и из граммофонов, концерты неизменно проходили с аншлагами. Заработанные деньги она тратила на коллекционирование картин русских художников, икон, старинной мебели, украшений, фарфора, любила красиво и дорого одеваться.

### В годы Советско-финляндской и Великой Отечественной войн
В 1939 году началась Советско-финляндская война. Зимой 1940 года Лидия Русланова в составе концертной бригады выехала на фронт. Стояли тридцатиградусные морозы. Работать приходилось в тяжелейших условиях. Часто артисты выступали между двухэтажными нарами, на которых лёжа или полусидя располагались зрители. Ездили на дрезине, на автобусе, на самолёте, на санях, иногда на лыжах. Не только выступать, но и отдыхать приходилось в ватниках. Спали артисты не раздеваясь, головой к мёрзлой стенке, ногами к печке. Русланова принимала стрептоцид, чтобы не потерять голос от простуды, и не пропустила ни одного концерта. За двадцать восемь дней концертная бригада дала 101 концерт. Уже в те годы Русланова пользовалась особой популярностью в армии. В каждом фронтовом концерте она неизменно была желанной гостьей и гвоздём программы. Впрочем, тяжелейшие условия и нервозность привели к тому, что между Руслановой и Гаркави стали возникать стычки, обмен нелицеприятными репликами; иногда даже во время выступления.

Лидия Русланова на фронтовом концерте. Южный фронт. Справа от неё — Михаил Гаркави, её третий муж. 1941 год

С первых дней Великой Отечественной войны Лидия Русланова выезжает на фронт в составе одной из лучших концертных бригад, куда также входили Владимир Хенкин, Михаил Гаркави, Игнатий Гедройц, и другие артисты. Руководил бригадой театральный деятель и директор центрального дома работников искусств Борис Филиппов.

Боевое крещение приняла под Ельней. Только закончила одну из песен, как над головами появились «юнкерсы» в сопровождении «мессершмиттов». Посыпались бомбы, затрещали пулемёты, задрожала земля от взрывов… Смотрю, никто и ухом не ведёт, слушают, как в Колонном зале. Думаю, и мне не пристало отсиживаться в траншее, да и концерт прерывать негоже… В общем, налёт фашистов выдержала, программу довела до конца.

Певица Тамара Ткаченко, работавшая в той концертной бригаде, вспоминала, что за семнадцать дней дали пятьдесят один концерт. Несмотря на близость фронта, артисты не отказались ни от одного выступления. Концерты проходили с успехом, артистов тепло принимали.
В начале войны в репертуаре Руслановой появилась песня «Валенки», ставшая её «визитной карточкой». Лидия Русланова давала концерты для солдат в течение всей войны. Выступать нередко приходилось в сложных условиях — под открытым небом в окопах, землянках, госпиталях.
В апреле 1942 года в Спас-Нуделе, под Волоколамском, где Лидия Русланова выступала с концертами во 2-м гвардейском кавалерийском корпусе, она познакомилась с недавно назначенным командиром корпуса генерал-майором Владимиром Крюковым, соратником Георгия Жукова. Крюков был вдовцом: его жена умерла в 1940 году, оставив мужу пятилетнюю дочь Маргариту. Несколько раз Русланова по приглашению генерала приезжала в корпус Крюкова. В июле Лидия Русланова вышла замуж за Крюкова. Её брак с Гаркави к тому времени уже распался. Впрочем, они сохраняли взаимную дружбу и уважение. Генерал, как вспоминала позднее Лидия Русланова, покорил её тем, что нашёл на складе старинные дамские туфли на французском каблуке и преподнёс ей: «Он этим своим вниманием меня и взял. А туфли что? Тьфу! Я такие домработнице не отдала бы». Сразу после свадьбы с Крюковым ездила в Ташкент, забрала дочь Крюкова — Маргариту, устроила в Москве, а после воспитывала как свою. 28 июня 1942 года Лидии Руслановой присвоили звание заслуженной артистки РСФСР.
На свои собственные средства, заработанные во время предвоенных гастролей, как свидетельствует Маргарита Крюкова, Лидия Русланова приобрела две батареи Катюш, которые были отправлены на Первый Белорусский фронт в корпус, которым командовал её муж.

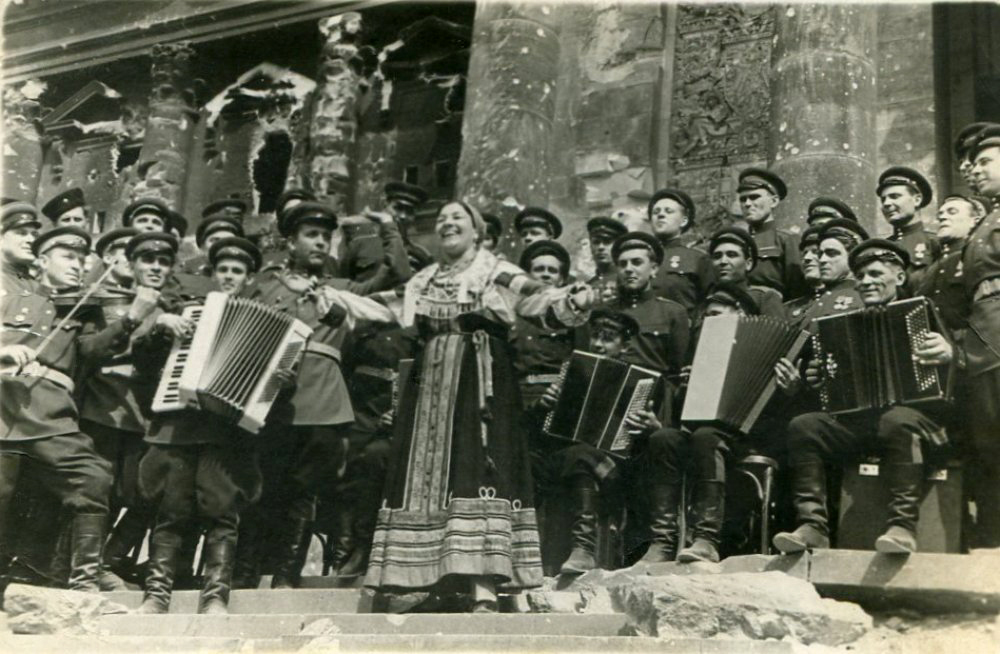
Лидия Русланова у стен Рейхстага, 2 мая 1945 года

Весной 1945 года Лидия Русланова вместе с наступающей армией прибыла в ещё не освобождённый от гитлеровских войск Берлин. Один офицер, увидев её на улице, закричал: «Куда идёшь?! Ложись: убьют!» А Русланова посмотрела на него и ответила: «Да где это видано, чтобы Русская Песня врагу кланялась!». Первое выступление русских артистов в Берлине состоялось 2 мая 1945 года, у стен рейхстага. Русланова выступала вместе с казачьим ансамблем песни и пляски Михаила Туганова. Больше всего солдаты просили исполнить знаменитые «Валенки», и певица объявила: «А сейчас Валенки, не подшиты, стареньки, которые до самого Берлина дошагали!». Один из его участников, Борис Уваров, вспоминал: «Сначала запел наш казачий хор, потом Русланова… Ком в горле встал, слёз не сдержать. Но не только со мной такое. Герои, орлы фронтовые, на груди тесно от наград, плакали не стыдясь. И заказывали, заказывали свои песни — кто сибирские, кто про Волгу-матушку». Концерт продолжался до поздней ночи. Георгий Жуков снял со своей груди орден и вручил Руслановой. После концерта Русланова углём поставила свою подпись на колонне рейхстага рядом с фамилиями солдат. В Берлине состоялось несколько концертов Лидии Руслановой — у рейхстага и у Бранденбургских ворот.
В конце войны Русланова забеременела от Крюкова, но врачи заставили её прервать беременность, так как обнаружили у неё в начальной стадии диабет, и его надо было как можно раньше пролечить. Великая Отечественная война стала вершиной популярности Лидии Руслановой. Всего на фронтах Великой Отечественной войны она дала более 1120 концертов. 24 августа 1945 года Георгий Жуков подписал приказ № 109/н: «За успешное выполнение заданий командования на фронте борьбы с немецко-фашистскими захватчиками и проявленное мужество, за активную личную помощь в деле вооружения Красной Армии новейшими техническими средствами наградить орденом Отечественной войны I-й степени Русланову Лидию Андреевну».

### Послевоенные годы
После Великой Отечественной войны Русланова и Крюков жили роскошно. Как и до войны, Русланова продолжала коллекционировать старинные картины и антиквариат. Так, знакомая Лидии Руслановой вспоминала: «Жила она в переулке рядом с Домом литераторов. У неё не дом был, а музей! Стояла очень красивая павловская мебель. Помню диван, а на нём покрывало из чернобурок… Картин у неё очень много было. А ещё у Руслановой была такая красивая шкатулка из красного дерева, с хитрыми замками… полная драгоценностей».
Приёмная дочь Маргарита вспоминала: «Я всегда называла Лидию Андреевну мамой. Они с отцом были яркой парой. Мама умела подать себя так, что производила на всех впечатление высокой, статной женщины с царственной осанкой. А в отце было настоящее мужское начало. Дом наш всегда был полон гостей. Мама была прекрасной рассказчицей, придумывала смешные шарады, подарки, розыгрыши. Да и пироги у нас были самые вкусные — мама сама пекла».
В июне 1947 года постановлением Политбюро ЦК ВКП(б) «О незаконном награждении тт. Жуковым и Телегиным певицы Л. Руслановой и других артистов орденами и медалями Советского Союза» Лидия Русланова была лишена ордена Отечественной войны. Вместе с Руслановой наград лишились ещё 27 артистов, Жукову был объявлен партийный выговор, генерал-лейтенант Телегин был исключён из ВКП(б), уволен из армии, а позднее арестован. Все они входили в круг маршала Георгия Жукова. В середине 1948 года «трофейное дело» довели до формулировок «заговор военных». В сентябре одновременно арестовали генералов из ближайшего окружения Жукова с целью добиться показаний против него. В их число входил и муж Лидии Руслановой Владимир Крюков. 18 сентября 1948 года рано утром генерал собирался встречать с гастролей жену в аэропорту Внуково, но был арестован.

### Арест и заключение

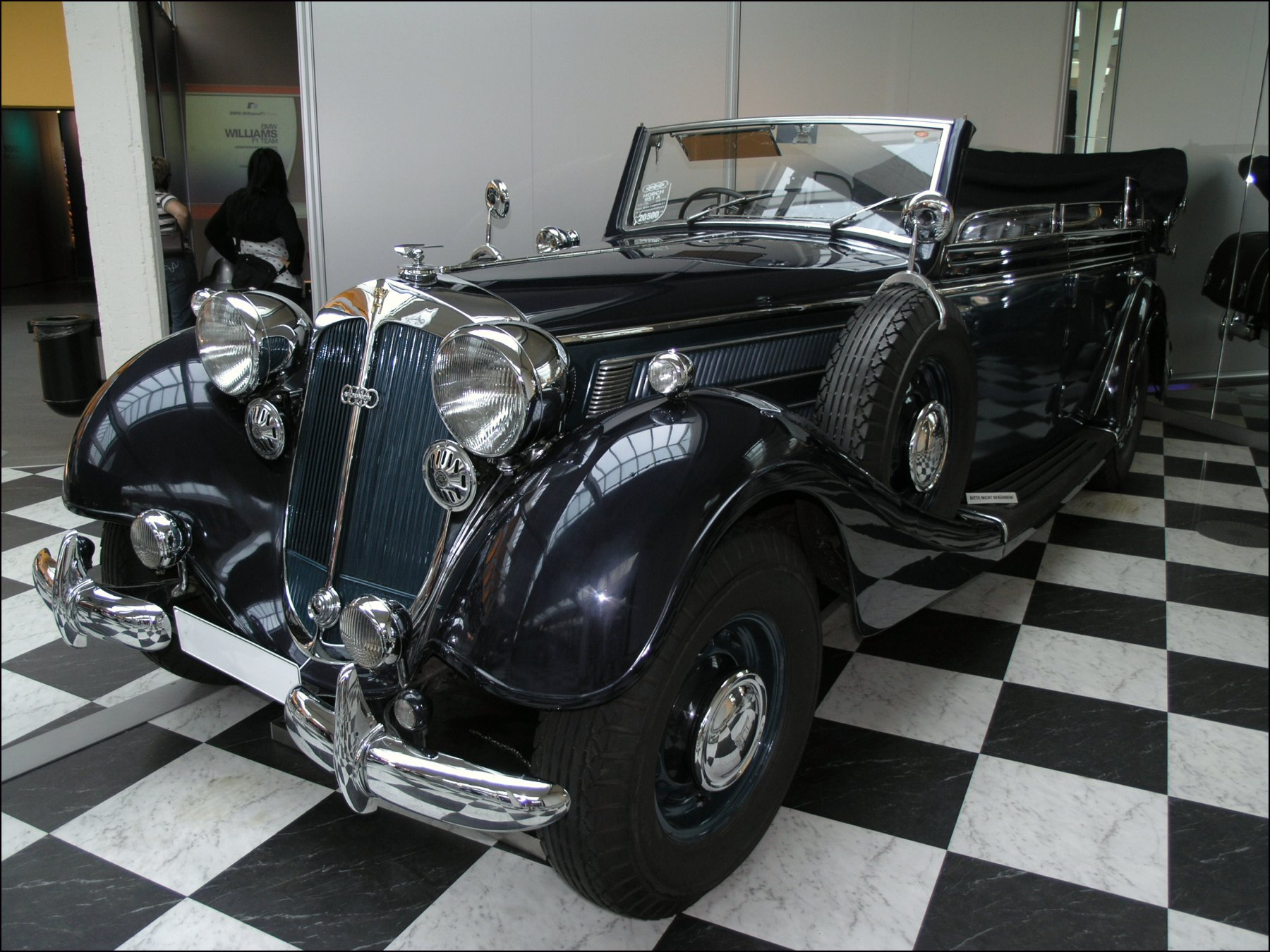
Автомобиль «Horch 951А».

Почти одновременно с мужем была арестована и Лидия Русланова, которая в тот момент находилась в Казани. По словам дочери Крюкова, Маргариты, Лидию Русланову арестовали потому, что она могла «поднять шум» на всю страну: «Разве мама стала бы молчать? Она подняла бы такой шум, что осрамила бы не только всё ЦК, но и самого товарища Сталина». Лидии Руслановой было предъявлено обвинение в «антисоветской пропаганде» (статья 58 УК РСФСР) и в «грабеже и присвоении трофейного имущества в больших масштабах», а именно, что в конце войны, опустошая жилища отступавших немцев, генерал Крюков перевёз себе в Москву большое количество мебели, картин, драгоценностей. Согласно материалам архивно-следственных дел № 0046 и № 1762, в ходе обысков у Владимира Крюкова и Лидии Руслановой были изъяты: автомобиль «Horch 951А», два «Mercedes-Benz», «Audi», 132 картины русских художников, 35 старинных ковров, гобелены, антикварные сервизы, меха, скульптуры из бронзы и мрамора, декоративные вазы, библиотека старинных немецких книг с золотым обрезом, 700 тысяч рублей наличными, 312 пар модельной обуви, 87 костюмов и другое.
На первых допросах следователь говорил о том, что ему известно о «разговорах антисоветского содержания», которые вела Русланова с конферансье Алексеевым. Её обвиняли в распространении клеветы на советскую действительность. Русланова виновной себя не признавала. Кроме того, следователь говорил о материалах следствия, которые изобличали Русланову в том, что она во время пребывания в Германии занималась грабежом и присвоением трофейного имущества в больших масштабах. Русланова не признала себя виновной, а в ответ на заявление следователя, что на даче было найдено огромное количество ценностей и имущества, сказала, что всё это принадлежало её мужу. Допрос мог длиться по 6—7 часов. Следователь спрашивал о взаимоотношениях с Жуковым, но, не добившись желаемого, прекратил допросы.
После прекращения допросов Лидия Русланова стала успокаиваться: новых данных у следователя нет, и её скоро выпустят. Тем не менее дело обстояло иначе. В январе 1949 года вышло распоряжение Главного управления по контролю за репертуаром при Комитете по делам искусств СССР о наложении запрета на песни Руслановой.

«Снять с дальнейшего производства и запретить использовать в открытых концертах, трансляциях и радиопередачах все грампластинки с записями Лидии Руслановой. Разрешить реализацию имеющегося в наличии количества грампластинок в торговой сети, не допуская рекламной трансляции этих пластинок в магазинах».

Следователю также было известно о том, что Лидия Русланова владела коллекцией драгоценных камней, но их во время обысков не нашли. Драгоценности хранились у домоправительницы Лидии Руслановой, которой Русланова полностью доверяла. Следователь пытался выведать у Руслановой, где она прячет эти сокровища. Певица долго сопротивлялась, но когда пригрозили, что арестуют всех её родных и тех, кто когда-то служил в её доме, Лидия Русланова не выдержала: «когда я представила себе, как будут мучить эту старушку и как она будет умирать в тюрьме, я не смогла взять такой грех на душу и своими руками написала ей записку о том, чтобы она отдала шкатулку». 5 февраля 1949 года следователь объявил, что «дополнительным обыском в специальном тайнике на кухне под плитой в квартире вашей бывшей няни Егоровой, проживающей на Петровке, 26, были изъяты принадлежащие вам 208 бриллиантов и, кроме того, изумруды, сапфиры, рубины, жемчуг, платиновые, золотые и серебряные изделия». Русланова объяснила, что эти бриллианты куплены на деньги, заработанные исполнением русских песен, и их приобретению были отданы все последние годы: «Я, не задумываясь, покупала их, чтобы бриллиантов становилось всё больше и больше. Я хорошо зарабатывала исполнением русских песен. Особенно во время войны, когда „левых“ концертов стало намного больше». На вопрос о полотнах русских художников Лидия Русланова признала, что «приобретению художественных полотен отдавалась со всей страстью».
Большего от Руслановой не добились. Следователи МГБ запросили справку о состоянии здоровья Лидии Руслановой, чтобы знать, на сколько её хватит. В справке, выданной санчастью Лефортовской тюрьмы, говорится:

«При освидетельствовании здоровья заключённой Руслановой Лидии Андреевны оказалось, что она имеет хроническое воспаление жёлчного пузыря и печени, катар и невроз желудка, вегетативный невроз. Годна к лёгкому труду».

28 октября 1949 года Лидия Русланова была приговорёна Особым совещанием при МГБ СССР к 10 годам исправительно-трудовых лагерей с конфискацией имущества. Отбывать наказание её отправили в «Тайшетский филиал ГУЛАГа» — Озёрлаг. Сперва Лидию Русланову отправили работать в село Изыкан Чунского района Иркутской области. В окрестностях Изыкана было три зоны. Женская колония находилась на окраине Изыкана. Заключённые должны были строить первую ветку БАМа, линию Тайшет — Братск. В Изыкане Лидия Русланова строила здание нового клуба и рубленные из бруса дома на улице Мира. Русланова ходила на работу с охраной — двумя людьми из освобождённых заключённых. Заключённых часто переводили из колонии в колонию — якобы для того, чтобы они не могли организовать своё общество. Когда по реке Лене шла баржа, на которой перевозили заключённых, люди, работавшие вдоль берегов, слушали, как по воде расстилается сильный женский голос, поющий русские народные песни. «Русланова поёт, Русланову опять переводят», — говорили люди. Клуб был построен к 7 ноября. В этом клубе Лидия Русланова дала концерт.
После Изыкана Лидию Русланову перевели в Тайшет. В Озёрлаге в годы сталинских репрессий было немало актёров, певцов, музыкантов. Кто-то грустно пошутил: «Артистов как на Всесоюзный конкурс набрали». В Тайшете Лидия Русланова находилась с декабря 1949 по март 1950 года. По словам бывшего начальника Озёрлага полковника Евстигнеева, Лидия Русланова вела себя просто, раскованно, когда серчала, могла крепко ругнуться.
Лидия Русланова давала концерты и в исправительно-трудовом лагере. Во время концертов аплодисменты были запрещены. Высшие чины колонии сидели в первых рядах. Большая столовая была заполнена людьми до отказа. Когда окончилось исполнение первой песни, зал молчал. Затем она спела вторую песню, и проделала это с такой силой, страстью, с отчаяньем, что зал не выдержал. Первым поднял руки полковник Евстигнеев, за ним загремел от восторга весь зал. Несмотря на все трудности, Лидия Русланова старалась не поддаться унынию.
Долго Лидия Русланова в Озёрлаге не пробыла: 26 марта 1950 года её перевели во Владимирскую тюрьму. Причиной этого стали её независимость, строптивый характер, а также «острый язык». Капитан Меркулов написал на неё донос:

«Русланова распространяет среди своего окружения антисоветские, клеветнические измышления, и вокруг неё группируются разного рода вражеские элементы из числа заключённых. На основании изложенного полагал бы выйти с ходатайством о замене 10 лет ИТЛ на тюремное заключение на 10 лет».

Три месяца её допрашивали вновь, пытаясь получить от неё компрометирующие Жукова показания. Во Владимирский централ Лидия Русланова прибыла 29 июня 1950 года, там она отбывала наказание на основании выписки из протокола № 24а от 7 июня 1950 года Особого Совещания при МГБ СССР, согласно которому «её содержание в исправительно-трудовом лагере заменёно тюремным заключением…».
Во Владимирской тюрьме сидела в то время актриса Зоя Фёдорова, с которой Лидия Русланова сдружилась. Тюремное начальство, намекая на возможные послабления, не раз просило Русланову спеть на праздничном вечере, на что Русланова, выразительно глядя на решётку, отвечала: «Соловей не поёт в клетке». Лидия Русланова несколько раз попадала в карцер, из-за чего у неё было несколько воспалений лёгких.
Её мужа в это время держали в тюрьме и допрашивали. 2 ноября 1951 года Владимир Крюков был осуждён Военной коллегией Верховного суда СССР по статье 58—10 части 1 УК РСФСР и Закону от 7 августа 1932 года к лишению свободы в исправительно-трудовом лагере сроком на 25 лет, с поражением прав на 5 лет, конфискацией всего имущества и лишением медалей «За оборону Ленинграда», «За оборону Москвы», «За победу над Германией в Великой Отечественной войне 1941—1945 гг.», «За взятие Берлина», «За освобождение Варшавы» и «30 лет Советской Армии и Флота». Одновременно с этим было возбуждено «ходатайство перед Президиумом Верховного Совета СССР о лишении Крюкова В. В. звания Героя Советского Союза, медали „Золотая Звезда“, трёх орденов Ленина, ордена Красного Знамени, орденов Суворова 1-й и 2-й степени, ордена Кутузова 1-й степени».

### Освобождение
25 апреля 1953 года Владимир Крюков написал в ЦК КПСС обстоятельное заявление с просьбой «назначить комиссию по пересмотру как моего дела, так и дела моей жены Руслановой», в котором, в частности, писал:

В Германии мы после войны покупали целый ряд вещей. На каждую вещь имелись счета (в деле их не оказалось). Три машины, обнаруженные у меня, тоже значатся как присвоенные, а на самом деле одна была подарена Верховным Главнокомандующим, на что имелись соответствующие документы; вторая куплена с разрешения Главнокомандующего оккупационными войсками. В акте значится как присвоенная даже служебный «Бьюик» выпуска 1937 года. На все машины имелись документы. В акт внесена как присвоенная мной даже вся казённая мебель в моей служебной квартире в городе Черняховске…
Виновен ли я в присвоении трофейного имущества? Да, виновен, но не такого количества, как фигурирует в деле. И уж ни в какой степени не виновна моя жена, которая никакого отношения к этому не имела ….

Копию этого заявления он направил Георгию Жукову, который после смерти Сталина и ареста Лаврентия Берии стал заместителем министра обороны СССР. 2 июня 1953 года Жуков обратился к Никите Хрущёву. Через день члены Президиума ЦК КПСС получили служебную записку от Хрущёва, в которой он написал: «По этому вопросу необходимо обменяться мнениями. Следовало бы проверить и пересмотреть это дело».
Дело Руслановой было пересмотрено оперативно. В нём не нашлось материалов, которые уличали бы её в антисоветской подрывной деятельности и агитации. Не сочли её виновной и в присвоении государственного имущества, поэтому Особое совещание при министре внутренних дел Союза ССР 31 июля 1953 года (протокол № 30-а) решило «Постановление ОСО при МГБ СССР от 28 сентября 1949 года и 7 июня 1950 года в отношении Крюковой-Руслановой Лидии Андреевны отменить, дело прекратить, из-под стражи её освободить и полностью реабилитировать». В начале августа Лидию Русланову освободили. После освобождения она отправила письмо заместителю министра внутренних дел с просьбой пересмотреть дела Алексеева и Максакова, так как «оба осуждены в связи и на основании моих вынужденных показаний». 5 августа 1953 года она приехала в Москву, где по распоряжению Жукова для неё в гостинице Центрального дома Советской Армии был забронирован номер (квартира в Доме писателей в Лаврушинском переулке была конфискована). Тяготясь одиночеством, она подолгу бывала в доме своего давнего друга, писателя Виктора Ардова, в квартире которого в Москве постоянно проживала Анна Андреевна Ахматова. В первые дни после освобождения Лидия Русланова разговаривала очень тихо, почти шёпотом и, если кто-то начинал говорить громко, она говорила: «Тише, тише, тише».

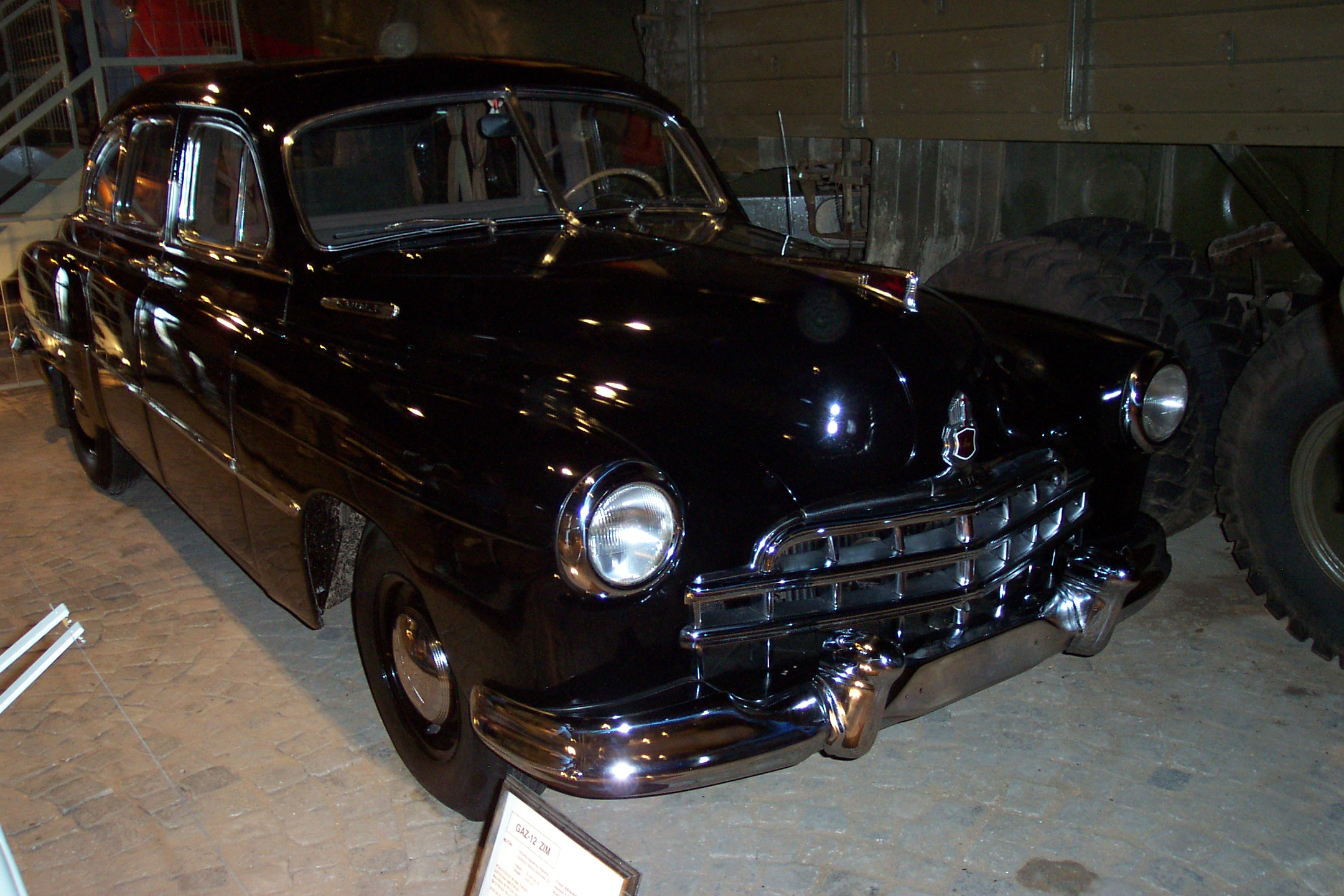
Автомобиль «ЗИМ».

В конце августа 1953 года освободили и Владимира Крюкова. Супруги вместе с Маргаритой поселились в съёмной квартире. По воспоминаниям Маргариты Крюковой, Лидия Русланова невероятно страдала от перенесённого унижения, но никому этого не показывала. На вопрос дочери: «Всё, что ты заработала за 30 лет, отняли. Как ты можешь спокойно к этому относиться?». Лидия Русланова ответила: «Всё это не имеет значения. Унизили ни за что перед всей страной — вот это пережить невозможно». Во время заключения она подорвала голос. Лидия Русланова не хотела возвращаться на сцену, считая, что зрители не примут её.
Тюрьма сильно подкосила здоровье Владимира Крюкова. Он ходил медленно, с согнутой спиной. Тогда Лидия Русланова решила вернуться на эстраду, дабы заработать на автомобиль для мужа. Лидия Русланова стала артисткой Всесоюзного гастрольно-концертного объединения. Через полтора месяца после возвращения, 6 сентября Лидия Русланова дала свой первый концерт. Зал Чайковского не мог вместить всех желающих, поэтому выступление транслировали по радио на всю страну, а также на площади перед концертным залом, где дежурила конная милиция.
Началась активная гастрольная жизнь, запись новых пластинок. Первым, что приобрела Лидия Русланова, был автомобиль ЗИМ чёрного цвета для мужа. Квартира была в тот момент почти пустой. Через некоторое время у них была не только машина, но и дом в Переделкине. Удалось вернуть часть конфискованного имущества, в том числе 103 полотна. Заниматься коллекционированием Лидия Русланова уже не хотела.

### Последние годы жизни

Лидия Русланова в 1963 году.

Муж Лидии Руслановой, Владимир Крюков, так и не смог оправиться после тюрьмы. Он перенёс два инфаркта. 16 августа 1959 года он умер. Лидия Русланова тяжело переживала потерю мужа и почти на год прекратила гастроли. Вместе с сестрой Юлией Андреевной Лидия Русланова пропела панихиду в церкви по своему мужу.
В 1960-х голос Руслановой часто звучал в радиоэфире, она принимала участие в фестивалях, выступала на концертных площадках страны, хотя и значительно реже, чем в 1930—1940-х годах. Уже будучи пожилой, Лидия Русланова гастролировала по городам Советского Союза практически до конца жизни.
Несмотря на огромную популярность, звание народной артистки СССР Лидии Руслановой так и не было присвоено; она осталась заслуженной артисткой РСФСР. Когда на Всесоюзное радио приходили письма от слушателей, на конвертах чаще писалось: «Народной артистке СССР Лидии Руслановой». Леонид Утёсов, с которым певица дружила, по этому поводу говорил: «Руслановой звание вовсе не обязательно, у неё главное есть — имя!» Не выпустили Русланову и за границу.
В последние годы жизни Русланова часто болела, жаловалась на сердце. Её отвозили в больницу, но, не выдерживая больничной обстановки, она самовольно уходила домой. Когда ей звонили домой и спрашивали, как она себя чувствует, обычно отвечала: «Шевелюсь». Однако, несмотря на преклонный возраст, голос её не старел.

Надгробный памятник Крюкова и Руслановой на Новодевичьем кладбище.

В начале 1970-х годов режиссёр Евгений Карелов предложил Лидии Руслановой сняться в фильме «Я — Шаповалов Т. П.», посвящённом Великой Отечественной войне. Русланова должна была петь солдатам в лесу, на привале. Сначала Лидия Андреевна отказалась, но режиссёр убедил её, что никто лучше неё не справится с этой ролью. Русланова согласилась, но с условием не снимать её лица. Евгений Матвеев, исполнитель главной роли, позже вспоминал: «Она вышла уже одетая в свой сценический костюм, и ничегошеньки в этой народной любимице не было от звезды, примы, эстрадной богини… Просто родная русская женщина…» Снимавшимся в этом эпизоде солдатам не надо было играть, что Русланова им нравится. Её сняли со спины, в отдалении. Лидия Андреевна говорила после съёмок: «Ох, как живо вспомнились мне годы войны! Окопы, землянки, поляны, госпитали, клубы осаждённого Ленинграда — где только ни приходилось петь!»
В августе 1973 года Русланову пригласили участвовать в эстрадных концертах на больших стадионах. Гастроли проходили в южных городах и заканчивались в Ростове-на-Дону, где полвека назад она дебютировала как профессиональная певица. Лидия Андреевна приняла приглашение, хотя лето в том году выдалось необычайно жарким. Заключительный концерт в Ростове-на-Дону превратился в подлинный триумф певицы. Круг почёта, совершаемый по дорожке стадиона, пришлось повторить несколько раз. Зрители, стоявшие в проходах амфитеатра, поклонники, которые заняли места на холмах поближе к стадиону, восторженно встречали медленно двигавшийся открытый автомобиль, на котором стоя ехала певица, улыбкой приветствуя слушателей.

### Смерть
21 сентября 1973 года Лидия Андреевна Русланова скончалась в Москве на 73-м году жизни от сердечного приступа. На сердце Руслановой нашли следы нескольких инфарктов. Похоронена на Новодевичьем кладбище рядом со своим супругом Владимиром Крюковым (участок № 5). В последний путь её пришло проводить большое количество людей, в связи с чем у Новодевичьего кладбища в Москве было остановлено движение транспорта.

## Творчество
Исполнительский стиль Руслановой, индивидуальный и яркий, восходит к традициям крестьян Поволжья. До 6 лет Лидия Андреевна слышала в основном крестьянское пение Петровского уезда на свадьбах, посиделках, то есть с традиционными обрядовыми песнями, необрядовым фольклором и многоголосным распевом. Дядя Яша стал для неё образцом сольной мужской традиции и импровизационного мастерства. Рассматривая особенности Волжского песенного стиля, следует отметить их разноплановость. Волжский стиль в целом и саратовский в частности — это своеобразный сплав традиций переселенцев из других областей, результат взаимопроникновения культур народов Поволжья. С 6 лет брала уроки пения и музыкальной грамоты у регента, церковный хор в кафедральном соборе Александра Невского приобщили будущую знаменитую певицу к новому музыкальному языку. Тот факт, что голос солистки сравнивали с ангельским, говорит не только о богатой его природе, но и о грамотной постановке голоса и хорошем певческом дыхании, позволяющем свободно и легко резонировать под куполом храма. В 12 лет Лидию Андреевну отправили ученицей на мебельную фабрику, где она развлекала своим пением работниц. По-видимому, именно в этой фабричной среде она приобщалась к городским песням, «жестоким романсам», балладам, таким как «Окрасился месяц багрянцем», «Очаровательные глазки», «Златые горы», «Шумел, горел пожар московский». Эти песни также повлияли на стиль Руслановой. Завершающим эпизодом в её «образовании» были занятия с профессором Саратовской консерватории Михаилом Медведевым. Педагог-вокалист воспитывал в Лидии Руслановой навыки академического вокала; работал с ней над классическим репертуаром: романсами, ариями из опер. Оперной певицей Лидия Русланова, как известно, не стала, но о Медведеве отзывалась с благодарностью.
Как отмечает Виталий Копалов, певица «обладала глубоким, грудным голосом (лирическое сопрано, переходящее в драматическое, однако „народного“ плана) большого диапазона и могла переходить от контральто к верхним нотам сопранового звучания». Голос Руслановой мощный, необыкновенно богатого, насыщенного тембра, очень звонкий, даже резкий и пронзительный, с ярко выраженной высокой певческой формантой. Такие свойства голоса были чрезвычайно выигрышны в условиях низкокачественной грамзаписи 1930—1940-х годов и низкокачественного радиовещания. Шеллаковые патефонные пластинки быстро истирались при воспроизведении, звучание фонограммы сильно искажалось. Звонкий, ярко звучащий голос Руслановой был хорошо слышен сквозь помехи, создаваемые испорченными грампластинками или радиопередачей, слова песен были легко узнаваемыми. Помимо прекрасного голоса, который до самой старости звучал мощно, блестяще и молодо, Русланова обладала сильным драматическим темпераментом, большим артистизмом, была физически сильна и энергична.
Лидия Русланова, обладая абсолютным слухом и превосходной музыкальной памятью, не стремилась всё время исполнять один и тот же репертуар, собирая русские песни. Русланова знала так много разнообразных песен — северных, среднерусских, сибирских, казачьих — что могла бы удивить даже опытных фольклористов. Она исполняла памятные, богатырские, молодецкие, разбойничьи, протяжные, заунывные, весёлые, игровые, круговые, хороводные, плясовые, балагурные, бурлацкие, скоморошьи, обрядные, свадебные, гулевые, подблюдные, бабьи, посиделковские песни, а также былины, плачи, заплачки и думы. Каждая песня становилась небольшим спектаклем. По воспоминаниям Татьяны Николаевны Барышниковой, отбывавшей с ней наказание в Озёрлаге: «Это была актриса с большой буквы, мастер в самом прямом значении этого слова. Удивительной красоты и тембра голос, поразительная способность к перевоплощению. Она играла каждую песню, она проживала её на сцене. Это было понятно буквально с первых звуков её голоса на сцене».
Лидия Русланова была также талантливым интерпретатором песен: могла спеть одну несколько раз, и каждый раз по-новому. Многие из песен Лидия Андреевна «реабилитировала». Самый яркий пример — её вариант шуточной песни «Валенки», изначально — дореволюционной цыганской песни. Примитивная мелодия и такие же примитивные слова Русланова обыграла блестяще, сделав из деревенских страданий целый моноспектакль. Руслановские «Валенки» не похожи ни на какие ранее известные напевы.
Лидия Русланова не ограничивалась только русскими народными песнями. Она исполняла и песни советских композиторов. Так, она первой запела песню Гражданской войны «По долинам и по взгорьям», песни «Партизан Железняк» и «Враги сожгли родную хату» и другие. Одной из первых исполнила «Катюшу».
Лёгкость, с которой Русланова исполняла песни, давалась упорным трудом. Она не раз говорила: «Хорошо петь — очень трудно. Изведёшься, пока постигнешь душу песни, пока разгадаешь её загадку. Песню я не пою, я её играю. Это целая пьеса с несколькими ролями».

## Избранные песни в исполнении Руслановой
| Название                                     | жанр                     | Автор                                                       |
| -------------------------------------------- | ------------------------ | ----------------------------------------------------------- |
| Берёзка                                      | старинный вальс          | Арчибальд Джойс                                             |
| Валенки                                      | цыганская плясовая песня | обработка Лидии Руслановой                                  |
| Весной Волга разольётся                      | русская народная песня   |                                                             |
| Вниз по Волге-реке                           | русская народная песня   |                                                             |
| Во кузнице                                   | русская народная песня   |                                                             |
| Волжские страдания (Пересохни, Волга-речка…) | русская народная песня   |                                                             |
| Вот мчится тройка удалая                     | романс                   | Алексей Верстовский — Фёдор Глинка                          |
| Встань, пройдись                             | русская народная песня   |                                                             |
| Выхожу один я на дорогу                      | романс                   | слова Михаила Лермонтова                                    |
| Враги сожгли родную хату                     |                          | Матвей Блантнер — Михаил Исаковский                         |
| Выйду ль я на реченьку                       | русская народная песня   |                                                             |
| Выйду, выйду в чисто поле                    | русская народная песня   |                                                             |
| Глухой неведомой тайгою                      | русская народная песня   |                                                             |
| Дубинушка                                    | русская народная песня   |                                                             |
| Есть на Волге утёс                           | русская народная песня   |                                                             |
| Живёт моя красотка                           | цыганский романс         | слова Сергея Рыскина                                        |
| Жигули                                       | русская народная песня   |                                                             |
| За реченькой диво                            | русская народная песня   |                                                             |
| Землянка                                     | фронтовая песня          | Константин Листов — Алексей Сурков                          |
| Златые горы                                  | городской романс         |                                                             |
| Зыбка                                        | колыбельная песня        | музыка и слова народные                                     |
| И кто его знает                              |                          | Владимир Захаров — Михаил Исаковский                        |
| Из-под дуба, из-под вяза                     | русская народная песня   |                                                             |
| Извозчичек                                   | русская народная песня   |                                                             |
| Как со вечера пороша                         | русская народная песня   |                                                             |
| Калинушка                                    | русская народная песня   |                                                             |
| Калужские припевки                           | русская народная песня   |                                                             |
| Камаринская                                  | русская народная песня   |                                                             |
| Катюша                                       |                          | Матвей Блантнер — Михаил Исаковский                         |
| Каховка                                      |                          | Исаак Дунаевский — Михаил Светлов                           |
| Когда я на почте служил ямщиком              |                          | Яков Пригожий — Леонид Трефолев                             |
| Колхозная полька                             |                          | Владимир Захаров — Александр Твардовский                    |
| Колхозная трудовая                           | советская песня          | музыка Константина Массалитинова                            |
| Комарики                                     | русская народная песня   |                                                             |
| Коробейники                                  | русская народная песня   | слова Николая Некрасова                                     |
| Красная армия всех сильней                   | марш                     | Самуил Покрасс — Владимир Агатов                            |
| Кукушечка                                    | русская народная песня   |                                                             |
| Кумушка                                      | русская народная песня   |                                                             |
| Липа вековая                                 | русская народная песня   |                                                             |
| Лучинушка                                    | русская народная песня   |                                                             |
| Мальчишочка-бедняжечка                       | русская народная песня   |                                                             |
| Матушка                                      | русская народная песня   |                                                             |
| Меж высоких хлебов затерялося                | русская народная песня   | слова Николая Некрасова                                     |
| Метель                                       | русская народная песня   |                                                             |
| Молодушка молодая                            | русская народная песня   |                                                             |
| На улице дождичек, во поле туман             | русская народная песня   |                                                             |
| Не пробуждай воспоминанья                    | романс                   | Пётр Булахов — Н. Н.                                        |
| Нет, не любил он                             | городской романс         | Альфонсо Гуэрчиа — Е.Дельпрейте, М.B. Медведев              |
| Ой, да ты подуй, ветер низовой               | русская народная песня   |                                                             |
| Ой ты, степь широкая                         | русская народная песня   |                                                             |
| Окрасился месяц багрянцем                    | жестокий романс          | Яков Пригожий — Адельберт фон Шамиссо, пер. Дмитрия Минаева |
| Орлёнок                                      |                          | Виктор Белый — Яков Шведов                                  |
| Осенний сон                                  | старинный вальс          | Арчибальд Джойс                                             |
| Отцвели в поле цветики                       | русская народная песня   |                                                             |
| Очаровательные глазки                        | городской романс         | Иван Кондратьев                                             |
| Позарастали стёжки-дорожки                   | русская народная песня   |                                                             |
| Партизан Железняк                            | эстрадная песня          | Матвей Блантнер — Михаил Голодный                           |
| Песня партизан                               | французская песня        | Анна Марли                                                  |
| При долине куст калины                       | русская народная песня   |                                                             |
| По диким степям Забайкалья                   | русская народная песня   |                                                             |
| По долинам и по взгорьям                     |                          | (Илья Атуров, Александр Александров — Пётр Парфёнов)        |
| По муромской дорожке                         | русская народная песня   |                                                             |
| По улице мостовой                            | русская народная песня   |                                                             |
| Посею лебеду                                 | русская народная песня   |                                                             |
| При долине куст калины                       | русская народная песня   |                                                             |
| Припевки                                     |                          | музыка и слова народные                                     |
| Раскинулось море широко                      | романс                   | музыка Александра Гурилёва                                  |
| Расти, расти, моя калинушка                  | русская народная песня   |                                                             |
| Расцветали в поле цветики                    |                          | Александр Гречанинов                                        |
| Самарские припевки «Озеро»                   |                          | музыка и слова народные                                     |
| Саратовские частушки                         |                          | музыка и слова народные                                     |
| Светит месяц                                 | русская народная песня   |                                                             |
| Синий платочек                               |                          | Ежи Петерсбурский — Яков Галицкий                           |
| Сирень цветёт                                |                          |                                                             |
| Снега белые, пушисты                         |                          |                                                             |
| Степь да степь кругом                        | русская народная песня   |                                                             |
| Тульские припевки                            | русская народная песня   |                                                             |
| Уж ты, бабочка молоденькая                   |                          |                                                             |
| Уж ты сад                                    | русская народная песня   |                                                             |
| Утушка луговая                               | русская народная песня   |                                                             |
| Цвели в поле цветики                         | русская народная песня   |                                                             |
| Час-по часу                                  | русская народная песня   |                                                             |
| Шумел, горел пожар Московский                |                          | Александр Зарема — Николай Соколов                          |
| Эх, матушка                                  | русская народная песня   |                                                             |
| Я на горку шла                               | русская народная песня   |                                                             |
| Ямщик, не гони лошадей                       | романс                   | Яков Фельдман — Николай фон Риттер                          |

## Оценки

### Критические
Критику своего исполнительского стиля Русланова слышала во время обучения у профессора Медведева со стороны работников консерватории. Так, например, говорили, что она «до сих пор не умеет правильно петь». Здесь имеется в виду неакадемичность звучания, однако это естественно. «Народное» горловое пение и бельканто (то есть пение прикрытым, опёртым звуком) подразумевают разные постановки голоса, принципиально разный тип дыхания, разные эстетические модели звучания. Павел Кузьменко отмечал, что Русланова в начале XX века не вписывалась не только в классический, но и народный репертуар: «В России уже в XIX веке сложилась школа профессионального народного пения. Однако Лидия Русланова и в неё как-то не очень вписывалась со своим странным, слегка „надтреснутым“ голосом, с манерой лихо перескакивать из одной тональности в другую».
В советское время Русланову критиковали за то, что много зарабатывала, и за её характер, за «примитив и псевдонародность», её концертные костюмы, за «лубочность», а также за «разнузданные цыганские песни».
Так, в 1930-х годах в газете «Советское искусство» появилась статья «Опошление народного искусства», в которой писалось: «„Солистки“ типа Руслановой поют каким-либо утробно-задушенным звуком. Разухабистостью, развязностью старой дореволюционной эстрады садового типа они заменяют напевность и скромность народного исполнения» и тому подобное. 17 апреля 1948 года в той же газете была напечатана статья «Поговорим об эстраде», где писалось: «Ряд серьёзных упреков можно предъявить к такой популярной артистке эстрады, как Лидия Русланова. Кое-кто продолжает называть русскими певицами артисток, которые появляются на сцене в сарафанах и лаптях и исполняют частушки под саратовскую гармонь. Но эти наряды выходят из моды даже в самых глухих деревнях, а ещё больше выходят из моды „раздолье удалое и сердечная тоска“. Неслучайно Л. Русланова, продолжающая линию этих певиц, с таким трудом осваивает новый репертуар. Ей надо очень серьёзно подумать о своём положении на советской эстраде».
После смерти певицы и распада Советского Союза оформилась новая волна обвинений в адрес Лидии Руслановой, уже не связанная с её певческой деятельностью. Ряд писателей, в том числе Виктор Суворов, Александр Бушков и некоторые другие отрицали правомерность оправдания Лидии Руслановой по обвинению в присвоении трофейного имущества. Так, например, Виктор Суворов в книге «Тень Победы» писал: «Главное в жизни Лидии Руслановой — обогащение. Стяжательство — её страсть и цель жизни. Воровством, мародёрством, скупкой и продажей краденого она сколотила баснословное состояние. Сколько бы она песен ни пела, в Советском Союзе она не смогла бы на все свои деньги купить даже раму от картины Айвазовского. А она имела картинную галерею. Поэтому её подпольный бизнес надо считать основным занятием. Остальное — прикрытием».

### Положительные
Татьяна Николаевна Барышникова, отбывавшая вместе с Руслановой срок в Озёрлаге, так вспоминала о ней:

Это была актриса с большой буквы, это был мастер в самом высоком значении этого слова. Она играла каждую песню, проживала каждый номер на сцене. Помимо этого она была удивительно добрым, по-русски широким и щедрой души человеком. Она очень быстро сошлась с нами. Когда утром мы отвели её в барак к нашим мужчинам, она тут же нашла какие-то смешные байки, с большим юмором рассказала об этапе. Она держалась с мужеством, которое в ней просто поражало.

Илья Набатов, её многолетний партнёр по сцене, так отзывался о ней: «Певицы такой, как Русланова, я за долгую жизнь на эстраде не встречал! Если вы спросите, какой голос был у Руслановой — сопрано? Меццо-сопрано? Колоратурное сопрано? Ни то, ни другое и не третье. У неё был русский голос со всеми его оттенками, широтой звука, задушевностью и необычайной силой воздействия. Широта её творческого диапазона была необыкновенной — ей одинаково удавались и лирика, и трагедийность, и безудержная, развесёлая удаль».
Высоко оценивал талант Лидии Руслановой Леонид Утёсов. Ему принадлежат слова: «Её имя стало почти нарицательным: Русланова — это русская песня».
Надежда Бабкина так вспоминает ощущения от выступления Лидии Руслановой: «Когда она выходила перед нами на сцену в Колонном зале, я просто задыхалась от счастья. Диво дивное! Потрясающая мощь! Уникальная женщина! И такой внутренней глубины, мне кажется, что дна там не видно».
Виталий Вульф так отозвался о ней: «Роскошный голос. Контральто. Мастерство. Отчеканено каждое слово. Внешний облик замечательный. Дивное лицо. Властность, плавность, музыкальность».

## Память

Мемориальная доска на доме 66 по Ленинградскому проспекту в Москве

- В её честь в 1985 году назван кратер Русланова на Венере.
- В честь Л. А. Руслановой назван астероид (4810) Русланова, открытый в 1972 году советским астрономом Людмилой Черных.
- В честь столетия со дня рождения Лидии Руслановой в Малосердобинском районе Пензенской области была открыта мемориальная доска на стене здания районной детской школы искусств[79][80].
- 7 декабря 2001 года в Москве по адресу: Ленинградский проспект, дом 66, где Лидия Русланова прожила последние 20 лет жизни, была открыта мемориальная доска. Автор бронзового барельефа — Салават Щербаков[81].
- Во многих регионах России проводятся конкурсы народных песен имени Лидии Руслановой. Такие конкурсы регулярно проходят в Волгограде («Открытый межрегиональный конкурс-фестиваль народного искусства имени заслуженной артистки России Лидии Руслановой»)[82], Саратове («Всероссийский конкурс исполнителей народной песни имени Лидии Руслановой»; проводится с 1993 года)[83][84], Пензе (Конкурс исполнителей народной песни имени Лидии Руслановой «Жемчужинки России»[85], конкурс-фестиваль молодых исполнителей народной песни «Русланочка»[86]), Козельске (фестиваль-конкурс исполнителей народной песни, посвящённый памяти Лидии Руслановой)[87] и других регионах. В 2007 году в Алдане состоялся конкурс вокалистов им. Лидии Руслановой[88].
- 6 октября 2008 года в Иркутске состоялась премьера спектакля «Барыня», посвящённого памяти Лидии Руслановой[89].

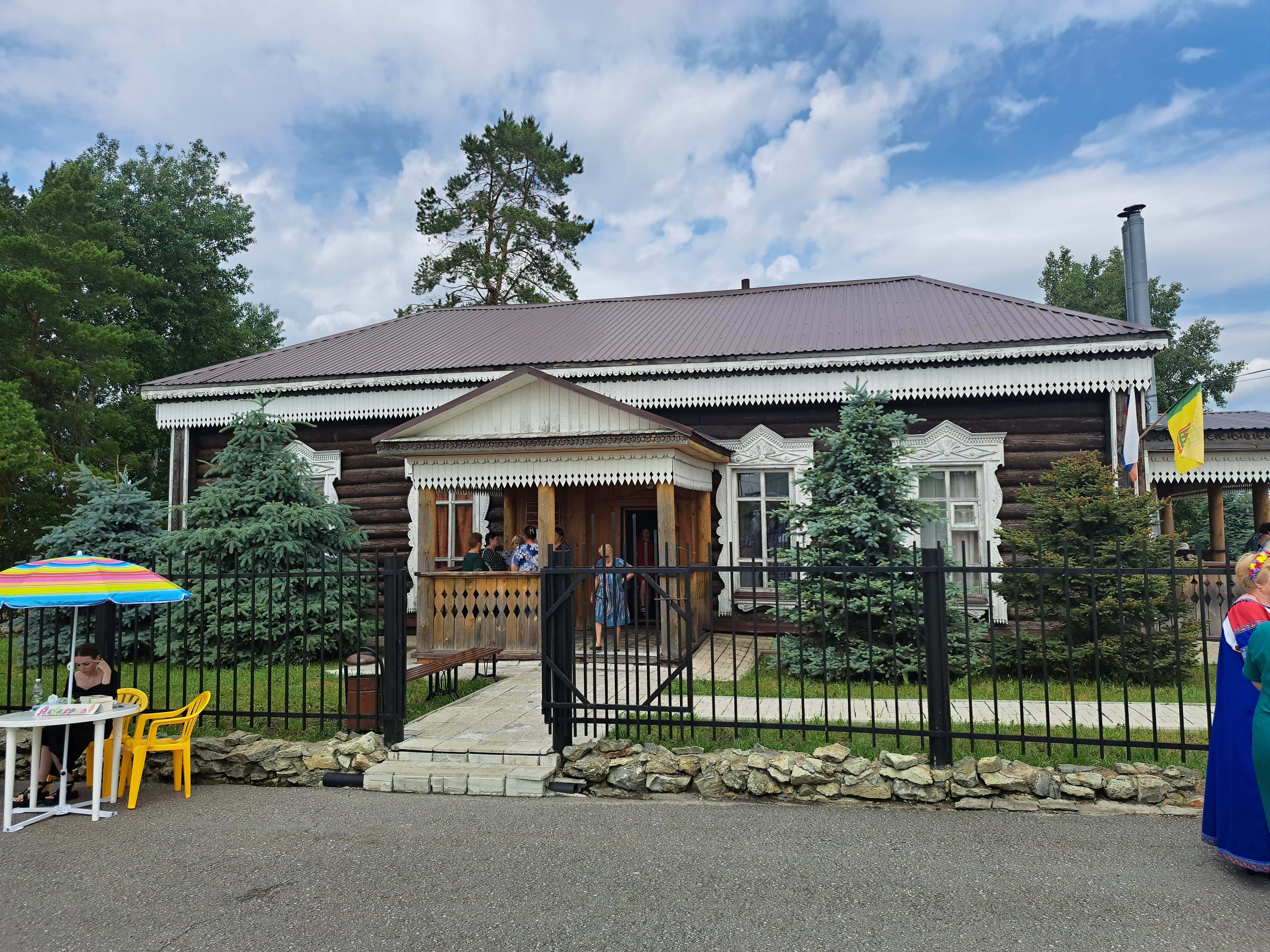
Историко-культурный центр имени Лидии Андреевны Руслановой в селе Ключи Малосердобинского района Пензенской области

- Историко-культурный центр имени Лидии Андреевны Руслановой в селе Ключи Малосердобинского района Пензенской области9 сентября 2015 года в селе Ключи Малосердобинского района Пензенской области был открыт историко-культурный центр имени Лидии Руслановой[90].
- 3 апреля 2018 года в Саратове открыли бронзовый монумент, изображающий певицу в традиционном русском костюме[91], работы скульптора Андрея Щербакова. Памятник установлен перед фасадом Центра народного творчества имени Л. А. Руслановой на улице Ломоносова, 20.
- В Саратове именем Л. А. Руслановой названа улица[92].
- В декабре 2020 года на сцене Центрального академического театра Российской Армии состоялась премьера спектакля «Русланова» о судьбе певицы (в главной роли — Ксения Хаирова)[93].

Памятник Лидии Руслановой (Саратов)
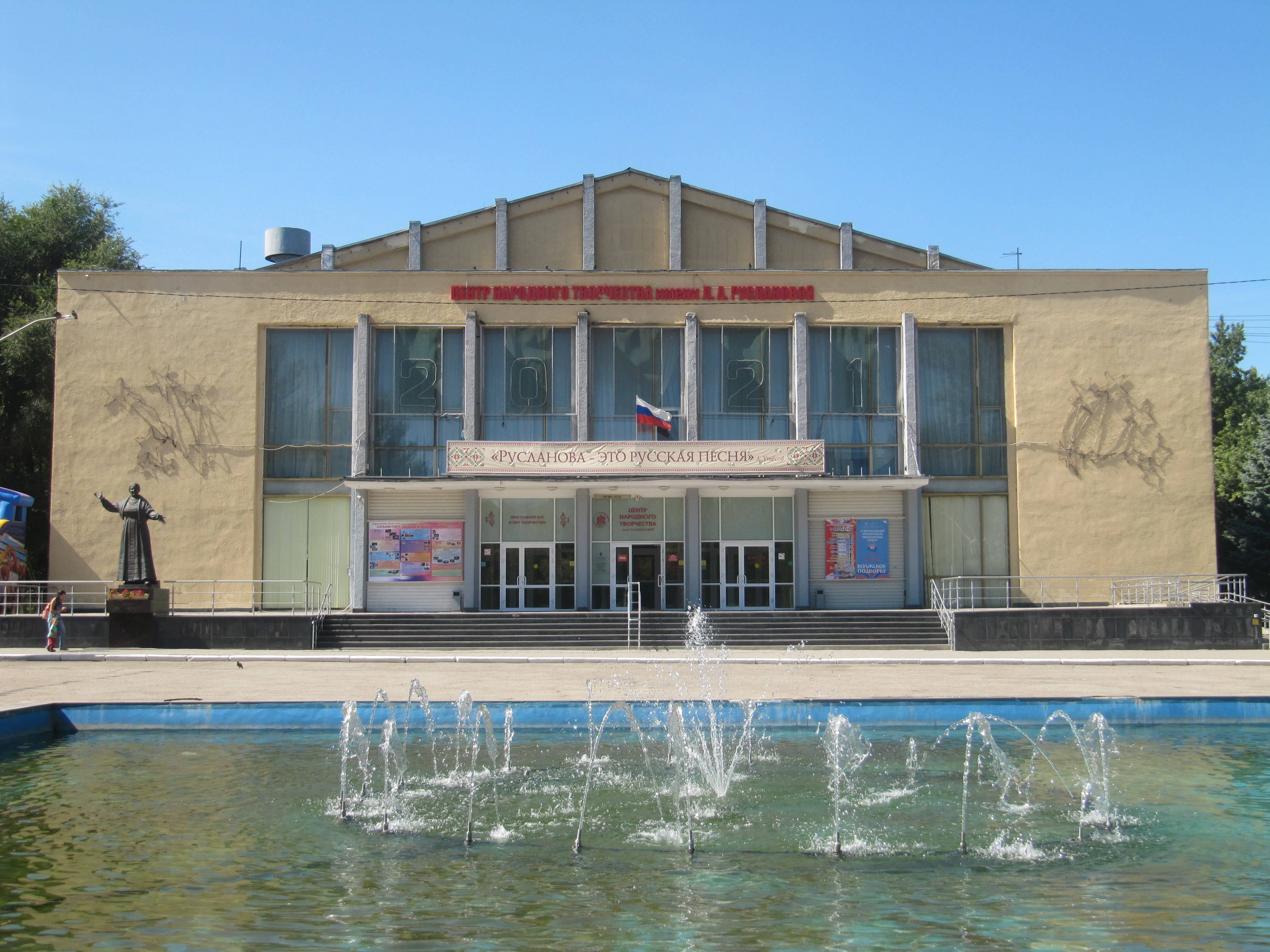
Центр народного творчества имени  Л. А. Руслановой (Саратов)

## Киновоплощения
- Генриетта Яновская — «Хрусталев, машину!» (1998)
- Ирэна Морозова — «Зоя» (2010), «Людмила» (2013).
- Ирина Розанова — «Жуков» (2012)

## Кинофильмы
- 1941 — Киноконцерт 1941 года
- 1942 — Концерт фронту
- 1943 — Киноконцерт к 25-летию Красной Армии
- 1973 — Я — Шаповалов Т. П.

### Документальные фильмы о Руслановой
- Жестокий романс Лидии Руслановой. Студия «24 карата», 2007.